# Сова-голконіг гігантська
Сова́-голконі́г гігантська (Ninox strenua) — вид совоподібних птахів родини совових (Strigidae). Ендемік Австралії.

## Опис

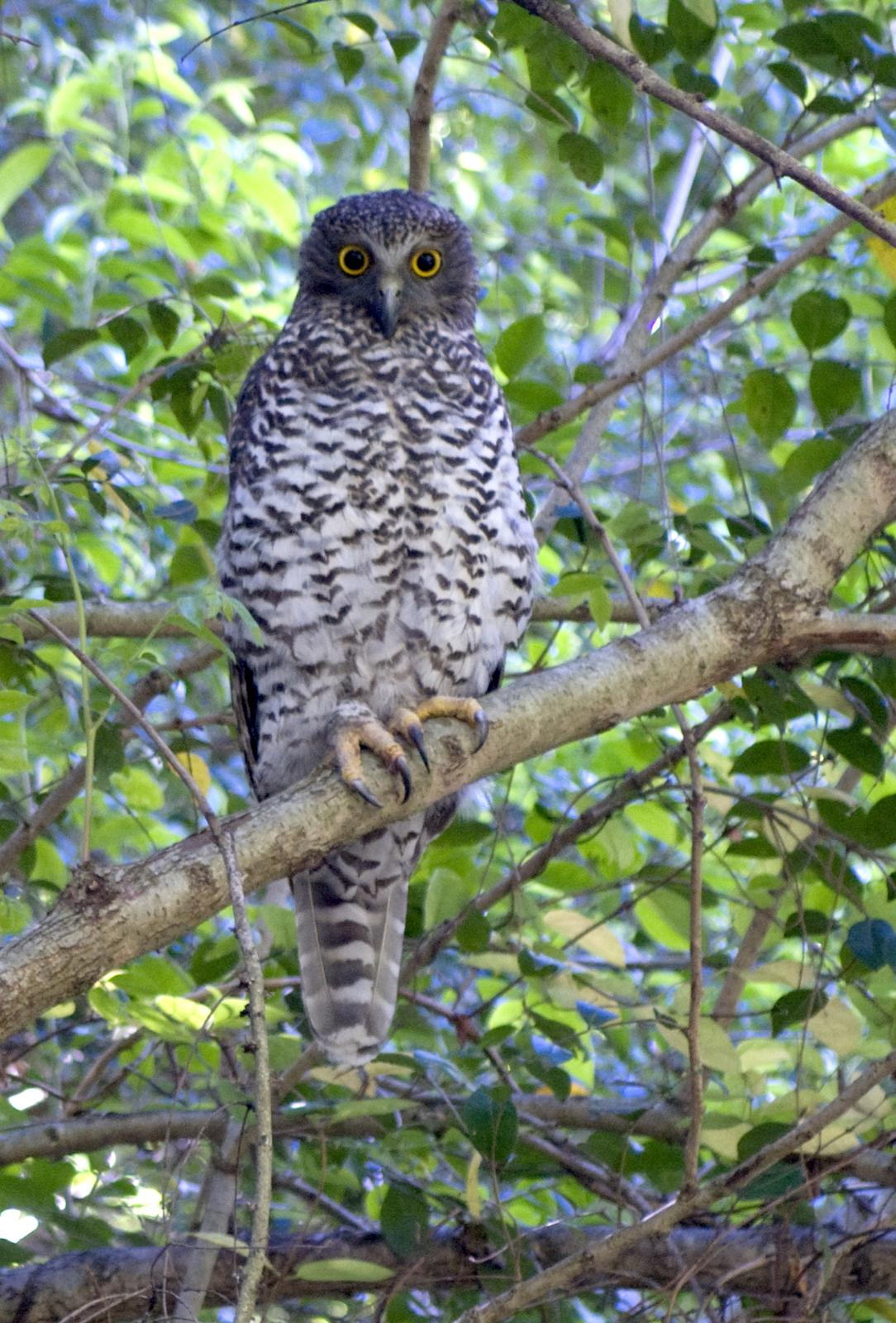
Гігантська сова-голконіг (Сідней, Австралія)

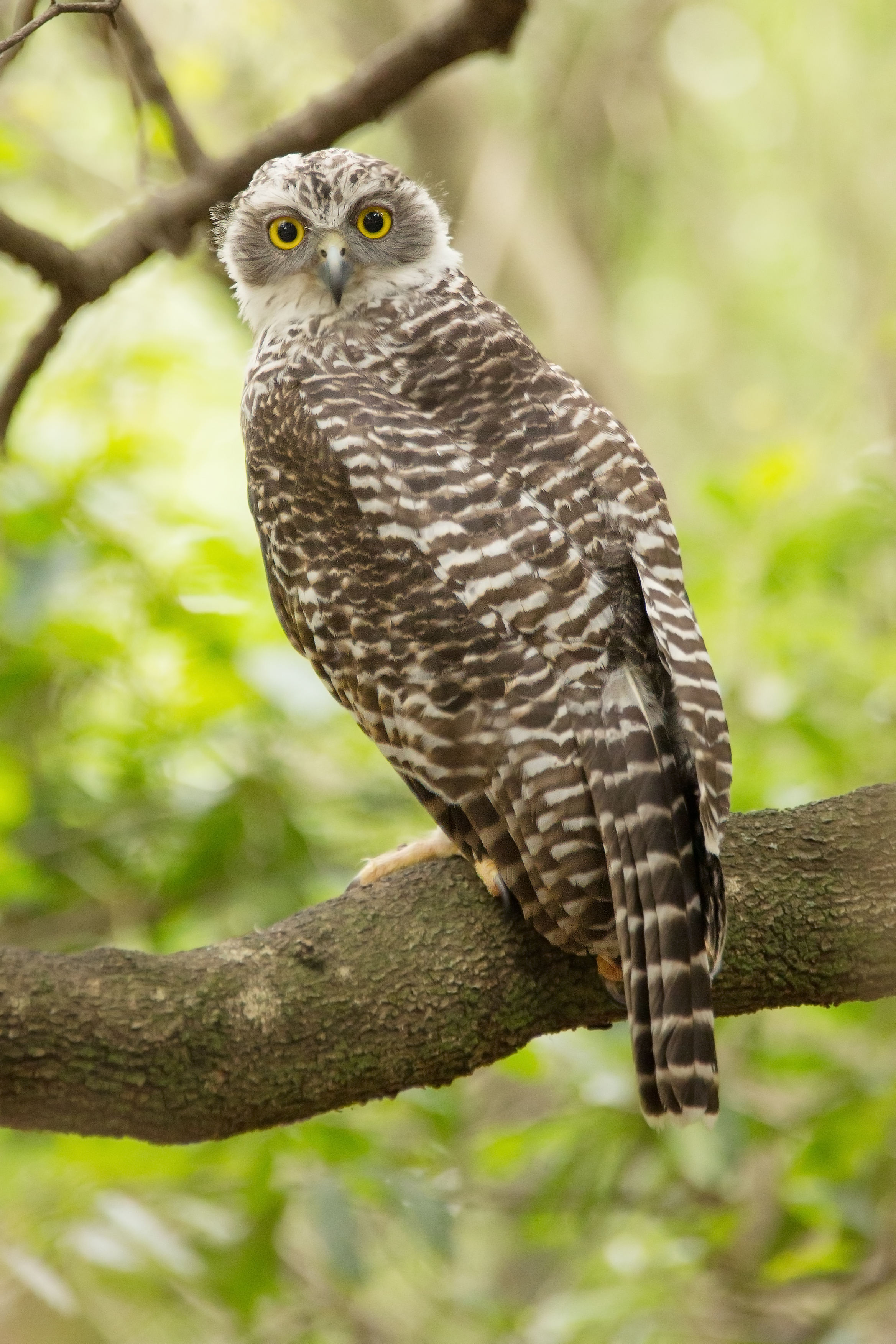
Гігантська сова-голконіг (озеро Парраматта, Новий Південний Уельс)

Гігантські сови-голконоги є найбільшими представниками свого роду. Їх довжина становить 45-65 см, а розмах крил 112-135 см. На відміну від більшості сов, самці є дещо більшими за самиць, їх вага становить  від 0,99 до 2,22 кг, в середньому 1,45 кг, тоді як самиці важать від 1,04-1,6 кг, в середньому 1,25 кг. Довжина крила у самців становить 397-434 мм, у самиць 381-410 мм, довжина хвоста становить 280 мм, довжина дзьоба становить 31-33 мм.
Гігантські сови-голконоги мають довгий хвіст і відносно невелику голову, що надає їх силуету нетипових для сов рис і робить їх схожими на яструбів. Це враження підсилюється виступаючим дзьобом і вираженими надбрівними дугами. Лицевий диск слабо виражений. Верхня частина тіла темно-сірувато-коричнева, поцяткована білуватими поперечними смужками. Груди і боки білі, поцятковані широкими V-подібними сірувато-коричневими плямами. Голова коричнева, у більшості птахів оперення навколо очей більш темне. Хвіст сірувато-коричневий, на ньому є шість білуватих поперечних смуг. Очі великі, жовті. Лапи покриті сірим пір'ям до основи пальців, перший палець довший за середній, а третій найбільш короткий. Ступні тьмяно-жовті, пазурі дуже міцні. Дзьоб сірий.

### Вокалізація
Крик самця гігантської сови-голконога являє собою низьке, доволі жалібне, протяжне подвійне ухання. Кожен звук триває принаймні кілька секунд, переривається короткою паузою, а другий звук вищий, ніж перший. Самиці мають подібний, однак більш високий крик. На початку сезону розмноження птахи часто кричать дуетом. Поодинокі самці кричать доволі рідко.

## Поширення і екологія
Гігантські сови-голконоги мешкають на сході Австралії, в прибережних районах і в горах Великого Вододільного хребта, зазвичай не далі, ніж за 200 км від океана. Вони поширені від Національного парку Юнгелла і річки Доусон (річка, Квінсленд) на південь до Центрального нагір'я в штаті Вікторія і на захід до Лімесон-Коаст в Південній Австралії. Вони живуть у вологих тропічних лісах, в порослих лісом долинах, в прибережних лісах і чагарникових заростях, в рідколіссях, на соснових плантаціях, в парках і садах на висоті до 1500 м над рівнем моря.

## Поведінка

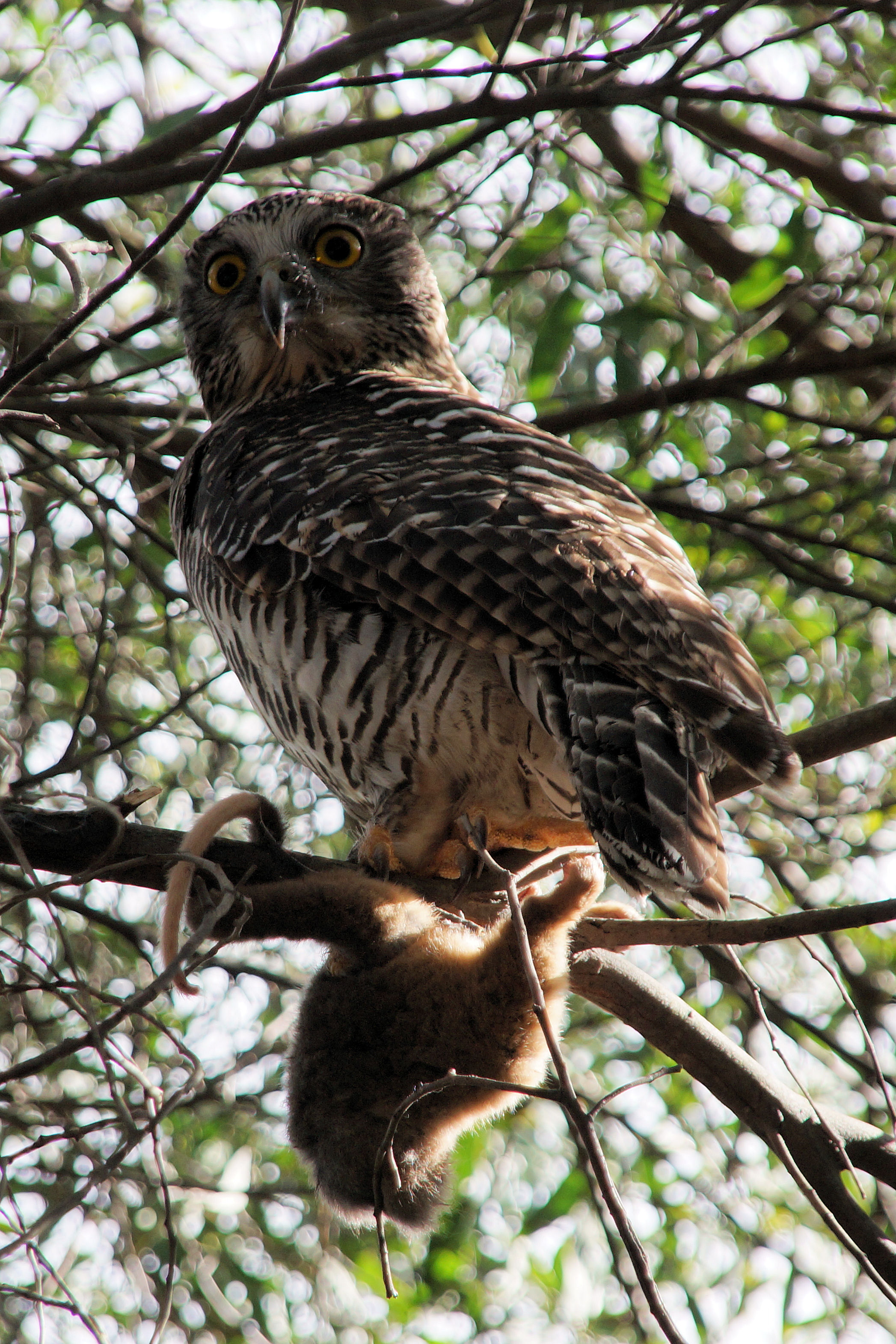
Гігантська сова-голконіг зі здобиччю

Гігантські сови-голконоги зустрічаються поодинці, парами або невеликими сімейними зграйками по 3-4 птаха. Вони ведуть нічний спосіб життя. День вони проводять на гілці в кроні дерева, часто тримаючи в лапах спійману вночі здобич. Це територіальні птахи, які займають одну територію протягом багатьох років. Політ гігантських сов-голконогів повільний і плавний.

### Живлення
Гігантські сови-голконоги є головними нічними хижаками в лісах і рідколіссях в межах свого ареалу. Близько 75% раціону цих птахів складають деревні ссавці, такі як гігантські летючі кускуси (Petauroides volans), посумові (Pseudocheiridae), кузу (Trichosurus spp.), коали (Phascolarctos cinereus), цукрові сумчасті летяги (Petaurus breviceps) і карликові акробатці (Acrobates pygmaeus). Здобич сильно різниться за своїми розмірами: карликові акробатці важать в середньому 10-15 г, а коали від 8,5 до 12 кг. Тим не менш, гігантські сови-голконоги рідко полюють на дорослих коал та на інших деревних сумчастих великого і середнього розміру (вага яких становить від 1,7 до 4,1 кг), натомість полюють на їх дитинчат. Лише 15% поссумів, які стають здобиччю цих птахів, є дорослими. Найбільш поширеною здобиччю сов є гігантські летючі кускуси і кільцехвості поссуми (Pseudocheirus peregrinus), середня вага яких у дорослому віці становить від 700 до 1700 г, і цукрові сумчасті летяги, середня вага яких становить 80-170 г. Загалом, середня вага здобичі гігінтських сов-голконогів коливається від 176 до 286 г, в залежності від регіону і доступності їжі. Нерідко вага впольованого ссавця становить 50-100% від ваги самого птаха, тоді як у північних сов аналогічного розміру, зокрема у бородатих сов і віргінських пугачів, здобич зазвичай важить 20% або менше від ваги птаха.
Також гігантські сови-голконоги полюють на чорних і сіроголових криланів, найбльших рукокрилих Австралії, хоча більш дрібні кажани також стають їх здобиччю. Також вони полюють на інтродукованих ссавців, зокрема на пацюків (Rattus spp.), сірих зайців (Lepus europaeus) і європейських кролів (Oryctolagus cuniculus), особливо на їх дитинчат. Подібно до інших хижих птахів, гігантські сови-голконоги полюють на нічних птахів, зокрема на австралійських білоногів (Podargus strigoides). Також їх здобиччю часто стають денні птахи, які влаштовуються на ночівлю, зокрема різноманітні какаду і папуги (зафіксовано більше 10 видів), східні великоноги (Alectura lathami), чорні курочки (Gallinula tenebrosa), австралійські чепури (Egretta novaehollandiae), чубаті голуби-бронзовокрили (Ocyphaps lophotes), вонги (Leucosarcia melanoleuca) кукабари (Dacelo spp.), великі лірохвости (Menura novaehollandiae), оливкові вивільги (Oriolus sagittatus), великі сорочиці (Gymnorhina tibicen), куравонги (Strepera spp.), медолюби (Meliphagidae), круки і ворони (Corvus spp.). Одними з найбільш поширених видів птахів, на яких полюють гігантські сови-голконоги, є строкаті куравонги (Strepera graculina) і червоні розели (Platycercus elegans). Дуже рідко здобиччю сов також стають хижі птахи, зокрема бурі і тасманійські яструби. Комахи, ящірки і змії також можуть стати здобиччю сов.
Гігантські сови-голконоги шукають свою здобич на деревах, перелітаючи між кронами дерев, поки не побачать її. Смерть від міцних і сильних пазурів цих птахів наступає раптово, хоча деякі жертви можуть вижити після нападу, якщо встигнуть втекти до того, як сова вчепиться в них. Сови розривають свою здобич і поїдають її частинами. Вдень, сидячи на сідалі, вони часто продовжують тримати її в лапах, час від часу прокидаючись, щоб перекусити. Іноді гігантські сови-голконоги ховають частину здобиччі в прихованому місці, хоча плямисті сови-голконоги роблять це частіше.

### Розмноження

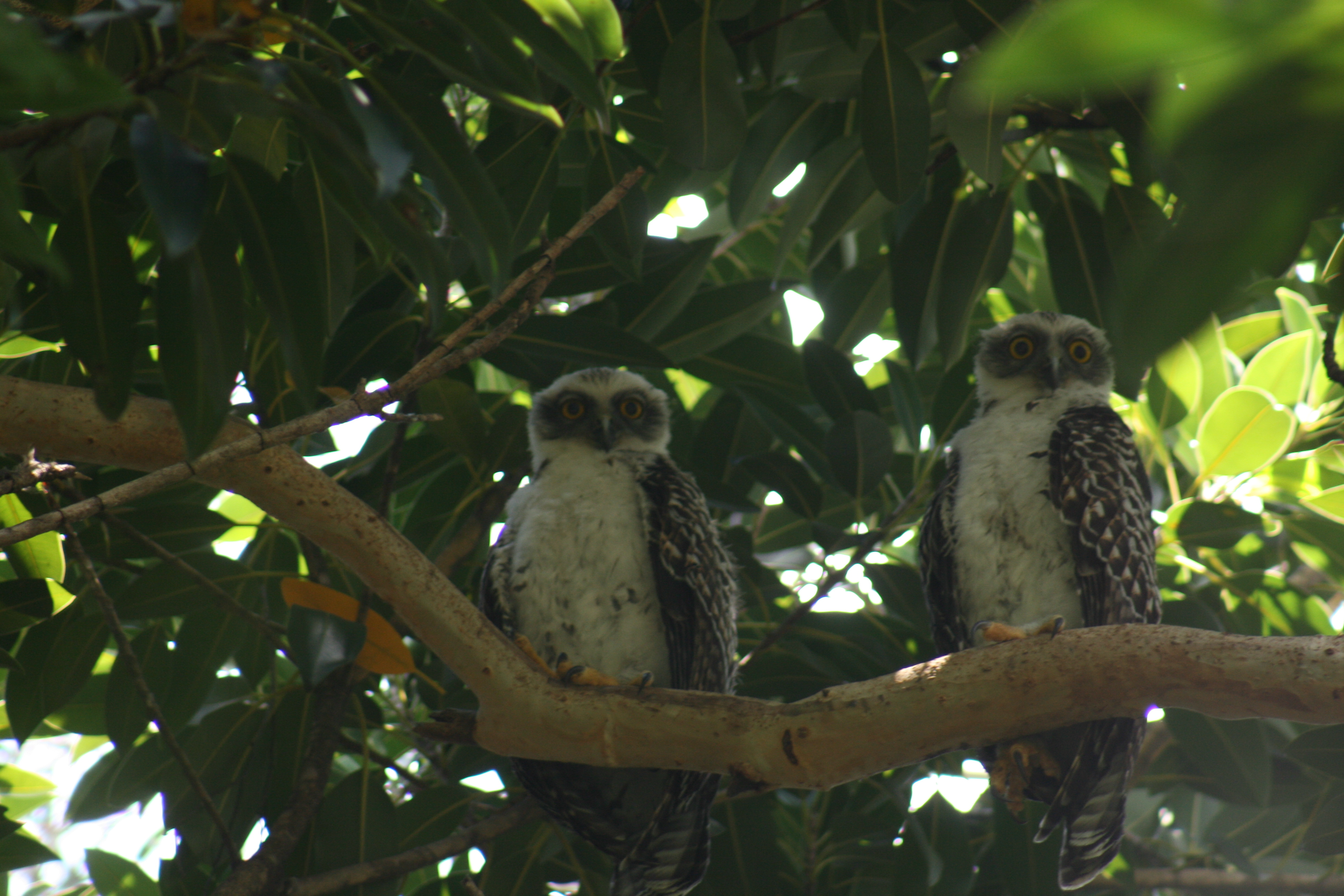
Пташенята гігантської сови-голконога

Гніздування у гігантських сов голконогів відбувається південною зимою, причому парування відбувається в травні-червні, а насиджування триває до вересня. Площа гніздових територій у цих птахів варіюється від 800 до 1000 га при достатній кількості їжі, а в разі її нестачі площа гніздової території може бути більшою удвічі. Іноді між самцями сов відбуваються сутички за територію. Зазвичай гнізда розміщуються на відстані 5-20 км одне від одного. Вони розміщуються в дуплах дерев, на висоті від 8 до 30 м над землею, переважно на висоті 10-15 м над землею. Дупла іноді встелюються опалим листям, однак часто птахи відкладають яйця прямо на дно дупла, у гнилу деревину. В кладці два, іноде одне або три овальних, матово-білих яйця, середній розмір яких становить 54×45 мм. Інтервал між відкладанням першого і другого яйця становить до чотирьох днів, що є незвично великим інтервалом для сов. Інкубаційний період триває від 36 до 38 днів. Насиджують самиці, тоді як самці приносять їм їжу і захищають гніздо. При народженні пташенята покриті білуватим пухом, обличчя у них сірувато-коричневе, а покривні пера крил сірі. Вони покидають гніздо через 6-8 тижнів після вилуплення, однак батьки продовжують піклуватися про них ще кілька місяців, навіть коли вони вже можуть добре літати. Птахи стають самостійними у віці 5-9 місяців, однак іноді батьки піклуються про них до наступного сезону розмноження.
Хижаків, які б нападали на гігантських сов-голконогів, не існує. Однак були зафіксовані випадки, коли сови і австралійські орли вбивали один одного в сутичках за територію. Крім того, сови можуть постраждати внаслідок нападу на них зграї куравонгів або круків. У одному випадку пара австралійських круків (Corvus coronoides) напала на гігантську сову-голконога і вбила її, ймовірно, захищаючи своє гніздо.

## Збереження
МСОП загалом класифікує цей вид як такий, що не потребує особливих заходів зі збереження. Однак, в штатах Вікторія і Новий Південний Уельс вид класифікується як вразливий. Загальна популяція гігантських сов-голконогів становить від 3250 до 4250 птахів, з яких в штаті Вікторія мешкає менше 500 пар, на північному сході Нового Південного Уельсу приблизно 1000-1500 пар, а на південному сході Нового Південного Уельсу приблизно 125 пар.